# Karki (Azerbeidzjan)
Karki (ook getranslitereerd als Kərki, Kiarki en Kyarki), of Tigranashen (Armeens:Տիգրանաշէն) is de jure een exclave van de Azerbeidzjaanse autonome republiek Nachitsjevan, behorend tot het rayon Sədərək. Nachitsjevan op zich is al een exclave van Azerbeidzjan.
Karki is ca. 19 km² groot en wordt geheel omgeven door de Armeense provincie Ararat. Het is dus tevens een Azerbeidzjaanse enclave in Armenië. De facto is het onderdeel van de provincie Ararat. Sinds de oorlog in Nagorno-Karabach in 1992 heeft Armenië Karki bezet.
Karki ligt aan de oever van de rivier de Akhuryan in de buurt van de hoofdweg E002 die Noord- en Zuid-Armenië verbindt en dwars loopt door Karki heen. Het dorp Karki wordt voornamelijk bevolkt door lokale en uit Azerbeidzjan gevluchte Armeniërs. Het dorp werd veroverd door Armeense troepen op 19 januari 1990. Sinds mei 1992, na de Eerste Nagorno-Karabach-oorlog, wordt Karki gecontroleerd door Armenië. De Armeense overheid heeft later de naam van het gebied omgedoopt tot Tigranashen.

Karki in Armenië
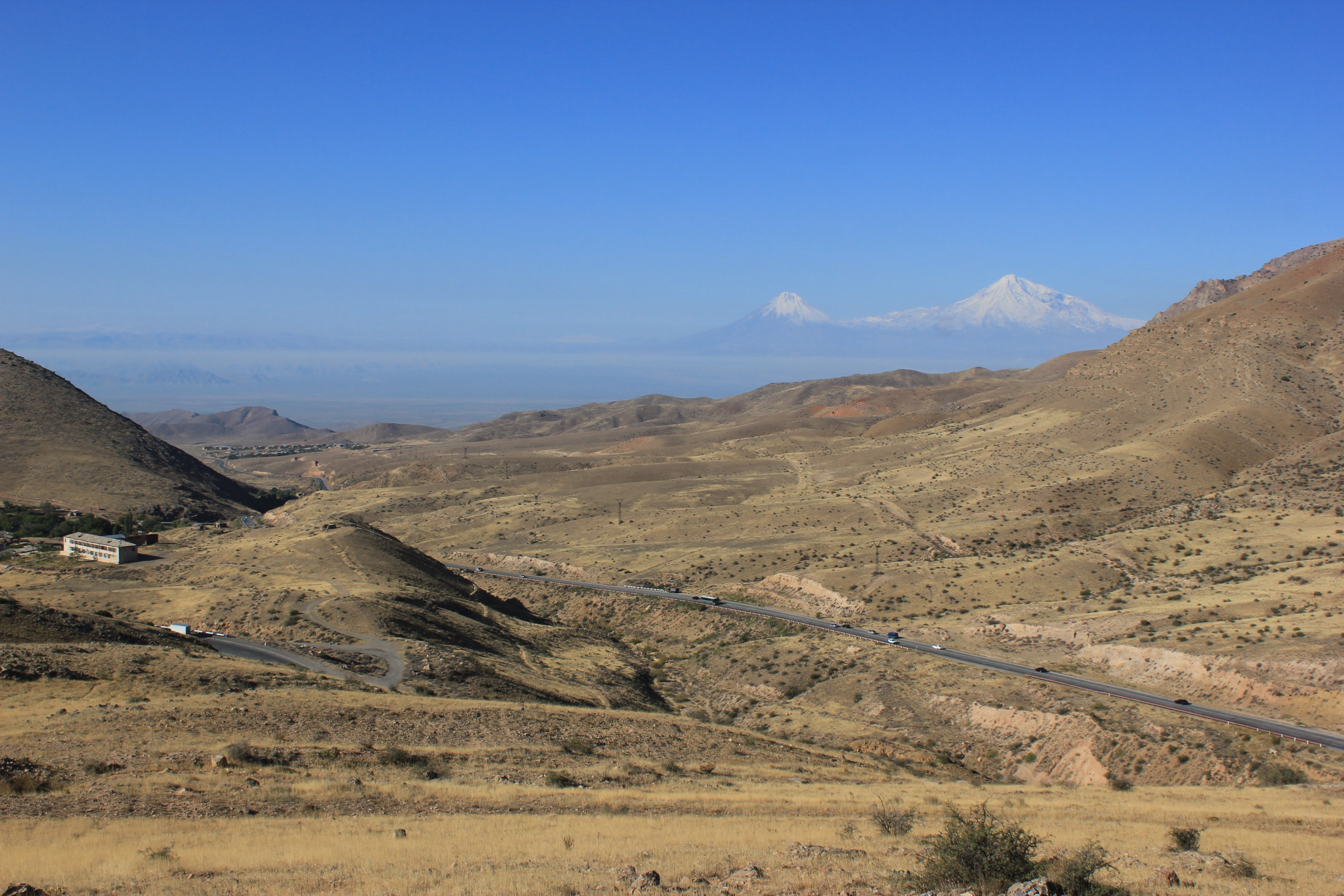
Karki, met in de achtergrond de berg Ararat